# 1792년 미국 상원의원 선거
30석의 의석중 1/3인 10개 지역구와 6개 지역구의 보궐선거가 치러졌다

## 선거 결과
| 정당     | 선거결과 | 의석 수 |
| -------- | -------- | ------- |
| 연방파   | 7석      | 16석    |
| 반연방파 | 9석      | 13석    |